# Kerlingarfoss
De Kerlingarfoss is een waterval op IJsland een paar kilometer ten zuiden van het plaatsje Rif op Snæfellsnes. Een hobbelig gravelpad leidt naar de waterval.
Een kilometer naar het westen ligt de Svöðufoss.